# سيتشي ناروسي
سيتشي ناروسي (باليابانية: 成瀬正一) (26 أبريل 1892، كاناغاوا في اليابان - 13 أبريل 1936 في اليابان)؛ روائي ياباني.